# Adam Katra
Adam Jan Katra (ur. 19 listopada 1894 w Bochni, zm. 4 marca 1958) – porucznik intendent Wojska Polskiego.

## Życiorys
Urodził się w 19 listopada 1894 w Bochni, w rodzinie Stanisława . 
8 sierpnia 1914 wstąpił do Legionów Polskich i został przydzielony do 2 pułku piechoty. W drugiej połowie listopada 1915 znajdował się II baonie uzupełniającym. W lipcu 1917, po kryzysie przysięgowym, został przeniesiony do Polskiego Korpusu Posiłkowego. Po bitwie pod Rarańczą (15–16 lutego 1918) został internowany w Szeklence. W styczniu 1919 znajdował się w szeregach 9. kompanii 4 pułku piechoty Legionów w Krakowie .
W 1923 był urzędnikiem wojskowym w XI randze. W następnym roku został awansowany na porucznika ze starszeństwem z dniem 1 grudnia 1920 w korpusie oficerów administracji (dział gospodarczy). Pełnił wówczas służbę w komisji gospodarczej 4 dywizjonu artylerii konnej w Suwałkach, a jego oddziałem macierzystym był Okręgowy Zakład Gospodarczy Nr 3. 
W latach 1928–1935 pełnił służbę w 9 dywizjonie artylerii konnej w Baranowiczach na stanowisku płatnika. W międzyczasie (15 sierpnia 1933) został przeniesiony do korpusu oficerów intendentów. W marcu 1935 został przeniesiony do 26 pułku ułanów wielkopolskich w Baranowiczach na stanowisko płatnika. W marcu 1939, w stopniu porucznika ze starszeństwem z dniem 1 grudnia 1920, zajmował 1. lokatę w korpusie oficerów intendentów, grupa intendentów. Nadal pełnił służbę w 26 puł w Baranowiczach na stanowisku oficera gospodarczego.
W czasie wojny obronnej 1939 dostał się do niewoli niemieckiej, przebywał w Oflagu II B Arnswalde, od 1942 w Oflagu II D Gross-Born.

## Ordery i odznaczenia
- Krzyż Niepodległości (9 listopada 1931)[12][13]
- Krzyż Walecznych (dwukrotnie)[14]
- Srebrny Krzyż Zasługi (1938)[15]